# پایگاه نیروی هوایی سوکریتینگ
پایگاه نیروی هوایی سوکریتینگ (به انگلیسی: Sookerating Air Force Station) یک فرودگاه نظامی است که یک باند فرود آسفالت دارد و طول باند آن ۲۰۱۰ متر است. این فرودگاه در کشور هند قرار دارد و در ارتفاع ۱۲۲ متری از سطح دریا واقع شده است.